# Костел Пресвятого Серця Ісуса (Херсон)
 Костел Пресвятого Серця Ісуса — костел Херсона.
Будівництво римсько-католицького костелу в Херсоні бере свій початок у середині XVIII століття. Згідно з довідкою державного архіву Херсонської області «костел був побудований єзуїтом Єлізумом Шац на честь Спасителя; 1792 року костел названий мазаночним». На початку XIX століття, року 1820-го, побудовано кам'яну будівлю. Після 1917 року храм деякий час був закритий для богослужіння.
28 квітня 1918 року за старим стилем відбулося перше в Херсоні церковне Богослужіння українською мовою. Літургію відправив греко-католицький священик о. Бачинський..
В травні 1922 року ліквідаційна комісія з питання відокремлення церкви від держави при Херсонському бюро юстиції задовольнила клопотання прихожан про тимчасове користування храмовою спорудою з усім культовим майном та інвентарем.
У 1923 році Херсонською радою робітничих і селянських депутатів церкву передано релігійній громаді у безстрокове і безвідплатне користування і володіння.
У 1931 році костел був закритий. Протягом довгих років там знаходились майстерні по ремонту кіноапаратури. У 1958 році у перебудованому приміщенні більшовики організували міський дитячий кінотеатр ім. П.Морозова.
У березні 1994 року римсько-католицькій громаді повернуто приміщення храму.

## Галерея

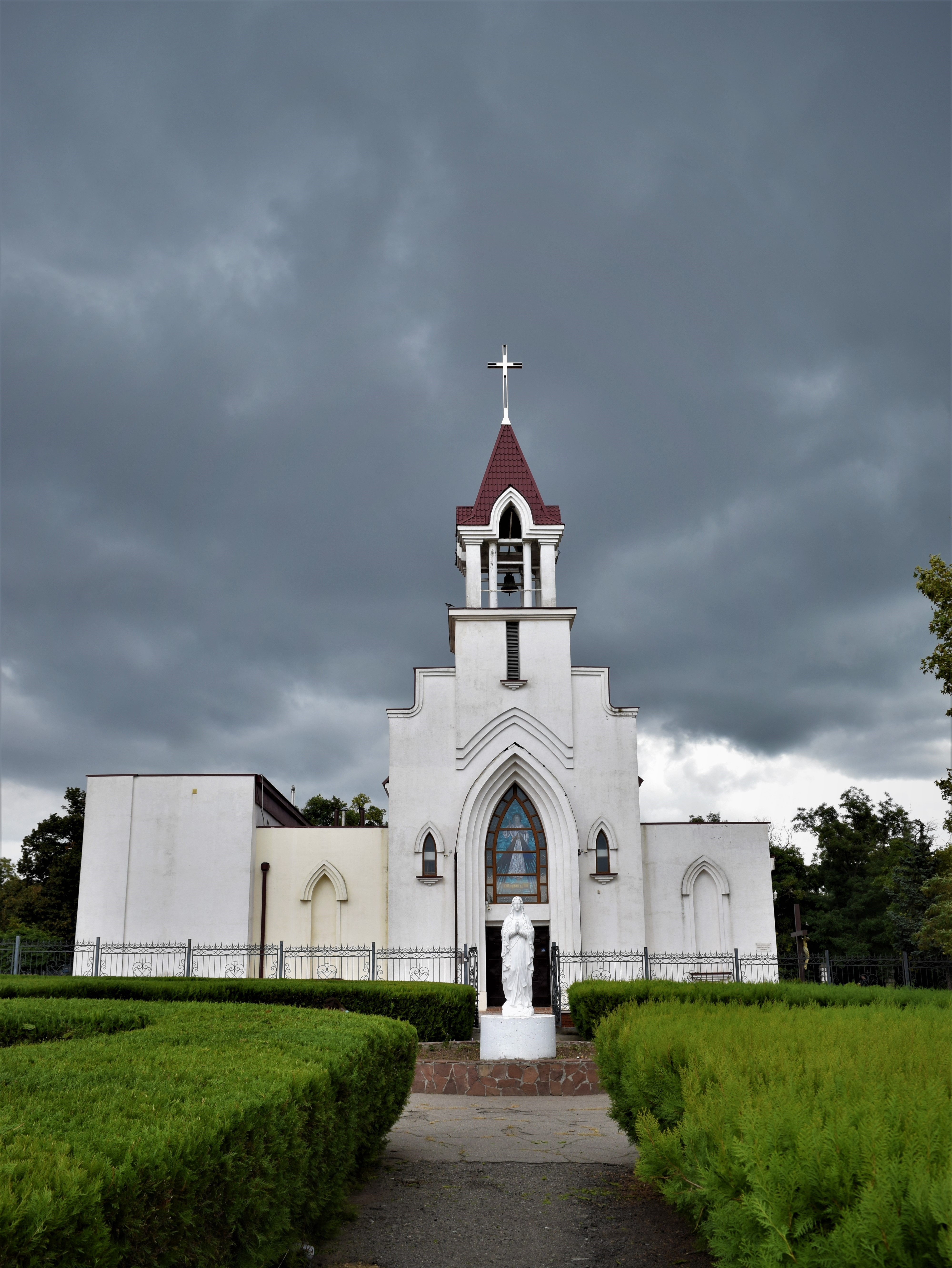
Вхід до костелу. Скульптура Діви Марії.
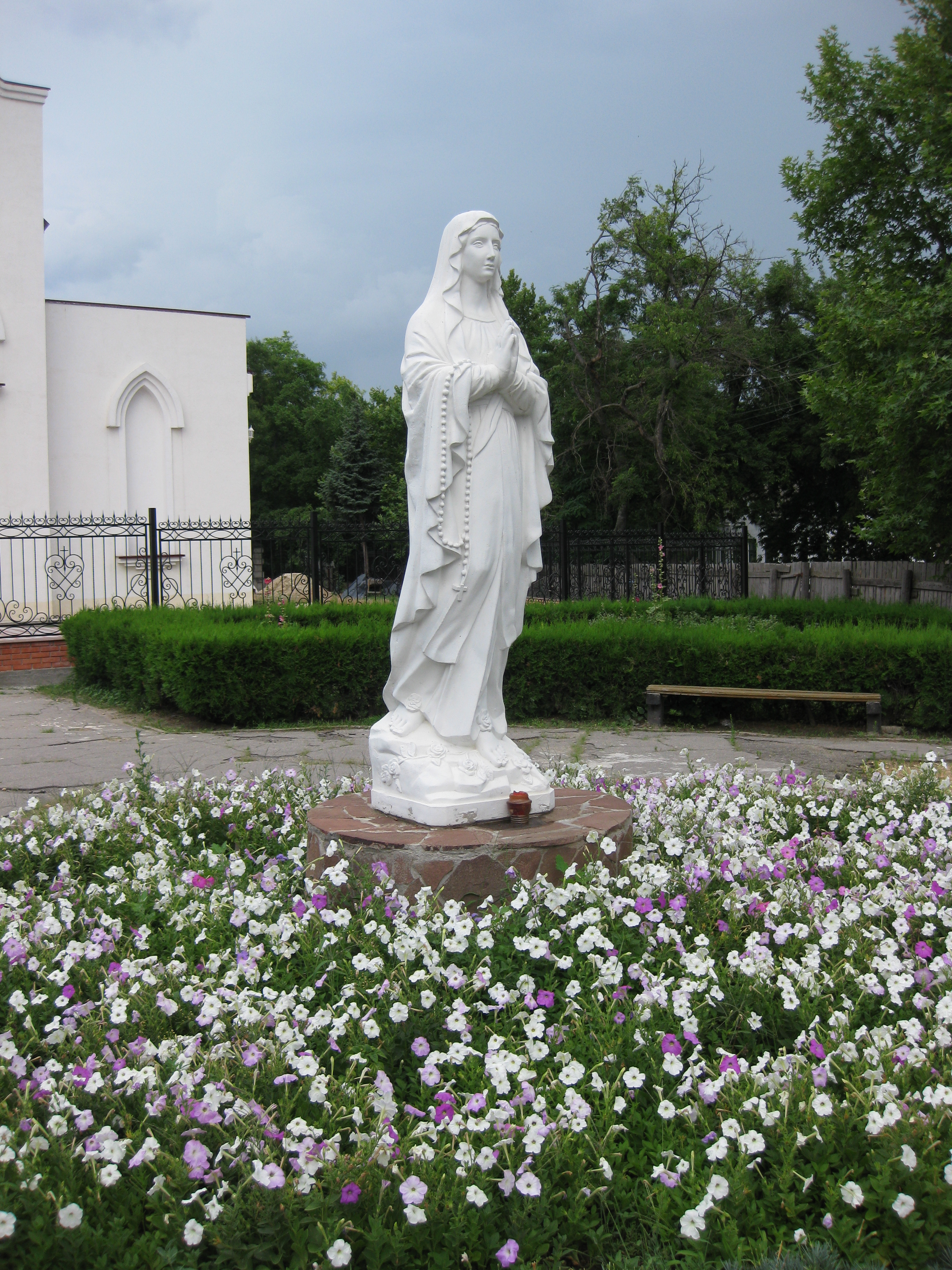
Скульптура Діви Марії. Зблизька.
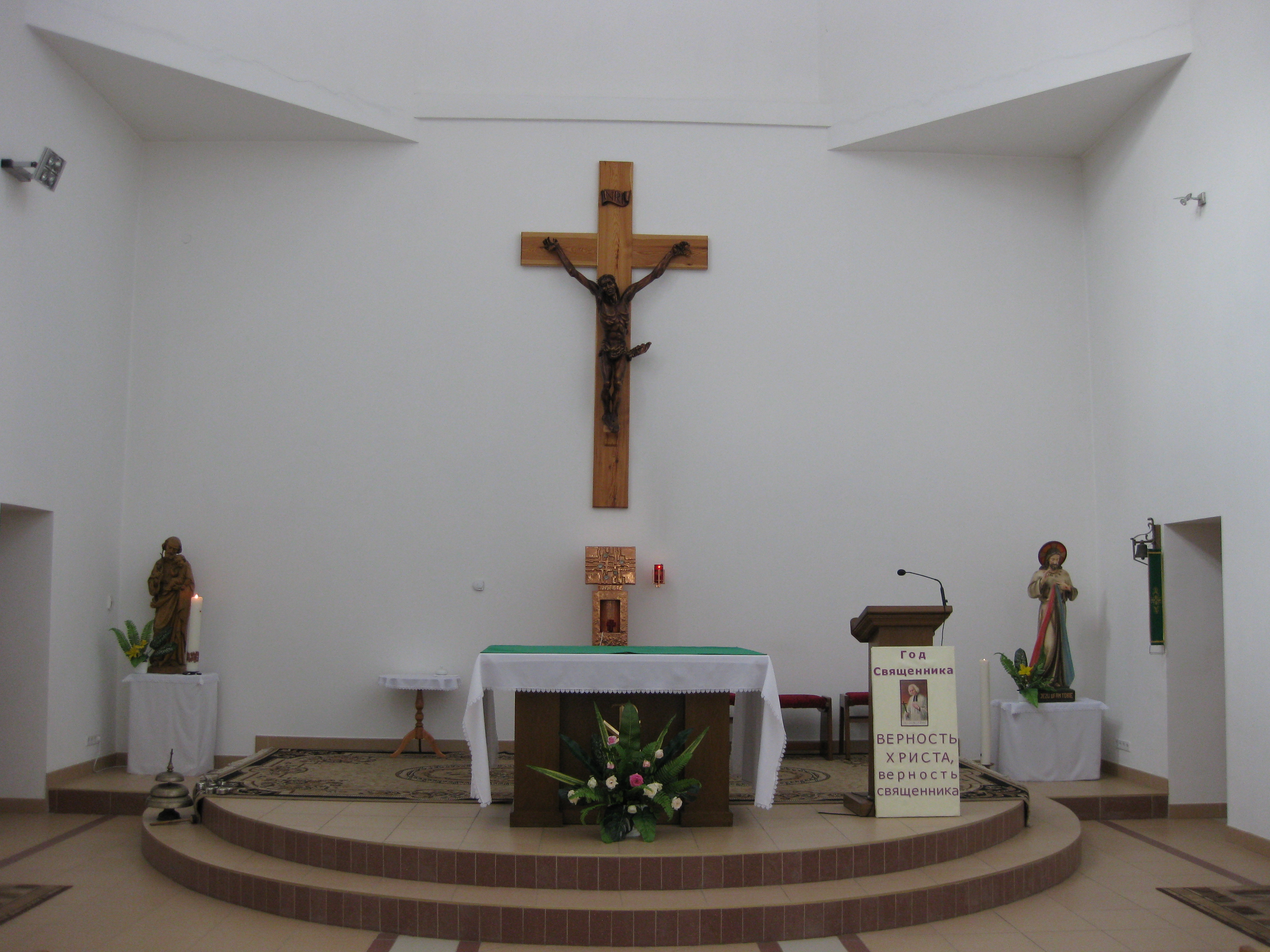
Інтер'єр костелу
Меморіальна дошка польському військовому діячеві Маріушу Заруському в приміщенні костелу.